# Сули хан
Сули хан (на македонска литературна норма: Сули ан) е бивш хан, гостилница от османско време в Скопие, Северна Македония.
Намира се на територията на някогашната железарска чаршия в Скопие. Построен е през първата половина на XV век от Иса бей Исакович.
Сули хан е бивш градски хан, който служи за настаняване и престой на пътниците и търговците с техните кервани. Името Сули (турски: sulu – воден) получава заради река Серава край неговата източна страна. Общата площ на хана е малко над 2000 m2.
Главният вход е на неговата западна страна, отворен към центъра на Старата скопска чаршия. През входа на източната страна се стига до река Серава. От двора се влиза в помещенията на партера и стаите, чийто брой е 57.
От края на XIX и началото на XX век служи като склад и жилище. Сули хан е изцяло обновен през 1972 година след щетите от земетресението през 1963 година. Днес в него са настанени Факултетът по изобразително изкуство и Музеят на старата скопска чаршия.